# Ioane Naivalurua
Ioane Naivalurua, né vers 1958, est un militaire et diplomate puis homme politique fidjien.

## Biographie

### Carrière militaire
Originaire du village de Naselesele sur l'île de Taveuni, il est formé à l'Académie royale militaire de Sandhurst au Royaume-Uni et à l'Académie militaire d'Australie,. Officier dans les Forces militaires de la république des Fidji, il gravit les échelons jusqu'à devenir commandant de l'armée de terre avec le grade de colonel, et à partir de novembre 2005 est le commandant du contingent fidjien déployé en Iraq dans le cadre de la participation fidjienne à la guerre d'Irak. 
En décembre 2006 le chef des forces armées, le commodore Frank Bainimarama, prend le pouvoir aux Fidji par un coup d'État, et nomme immédiatement Ioane Naivalurua chef du service pénitencier. En juillet 2007 il est promu au grade de brigadier. En septembre 2010 il est fait chef de la police.

### Ambassadeur puis ministre
En janvier 2014 il est nommé « ambassadeur itinérant » des Fidji auprès des pays où les Fidji ne disposent pas d'ambassade permanente. En mars, il est promu major général. En mars 2015 il est fait ambassadeur des Fidji en république populaire de Chine. 
Quittant ses fonctions fin 2017, il est fait secrétaire permanent au ministère des Affaires étrangères, avant de prendre sa retraite en septembre 2019. 
Adhérant au parti Fidji d'abord de Frank Bainimarama, il est élu député au Parlement des Fidji lors des élections législatives de 2022. Le parti perd le pouvoir à ces élections, et Ioane Naivalurua siège donc sur les bancs de l'opposition au gouvernement Rabuka IV. Le 31 mai 2024, il est l'un des dix-sept députés exclus du parti pour avoir voté en faveur d'une hausse du salaire des députés, en violation d'une directive du parti. En juillet, il forme un groupe parlementaire indépendant avec huit autres députés (Viliame Naupoto, Alipate Nagata, Penioni Ravunawa, Mosese Bulitavu, Aliki Bia, Naisa Tuinaceva, Ratu Josaia Niudamu et Taito Rokomatu) et en devient le chef. Bien que ce « groupe des neuf » se dise crossbencher (non-affilié), il se rattache immédiatement à la majorité parlementaire.
Le 10 janvier 2025, le Premier ministre Sitiveni Rabuka nomme Ioane Naivalurua ministre de la Police,,. 